# Amos Ojo
Amos Ojo Adekunle (ur. 20 czerwca 1962, zm. 17 lutego 2025) – nigeryjski zapaśnik walczący w stylu wolnym. Dwukrotny olimpijczyk. Zajął jedenaste miejsce w Barcelonie 1992 i odpadł w eliminacjach w Seulu 1988. Walczył w kategorii 48 kg.
Mistrz igrzysk afrykańskich w 1991. Zdobył pięć złotych medali na mistrzostwach Afryki w latach 1982 – 1992. Czwarty na igrzyskach Wspólnoty Narodów w 1982. Mistrz Wspólnoty Narodów w 1987 i drugi w 1989. Piąty w Pucharze Świata w 1982 roku.